# Spilomyia gussakovskii
Spilomyia gussakovskii är en tvåvingeart som beskrevs av Stackelberg 1958. Spilomyia gussakovskii ingår i släktet trädblomflugor, och familjen blomflugor.
Artens utbredningsområde är Tadzjikistan. Inga underarter finns listade i Catalogue of Life.